# Frechas
Frechas é uma povoação portuguesa sede da Freguesia de Frechas do Município de Mirandela, freguesia com 18,41 km² de área e 732 habitantes (censo de 2021), tendo, por isso, uma densidade populacional de 39,8 hab./km².

## Demografia
Nota: Nos anos de 1890, 1911, 1920 e 1930 tinha anexada a freguesia de Vale de Sancha. Pelo decreto lei nº 27.424, de 31/12/1936, a freguesia de Vale de Sancha passou a fazer parte desta freguesia.
A população registada nos censos foi:
| Distribuição da População por Grupos Etários | Distribuição da População por Grupos Etários | Distribuição da População por Grupos Etários | Distribuição da População por Grupos Etários | Distribuição da População por Grupos Etários |
| -------------------------------------------- | -------------------------------------------- | -------------------------------------------- | -------------------------------------------- | -------------------------------------------- |
| Ano                                          | 0-14 Anos                                    | 15-24 Anos                                   | 25-64 Anos                                   | > 65 Anos                                    |
| 2001                                         | 161                                          | 164                                          | 594                                          | 218                                          |
| 2011                                         | 104                                          | 84                                           | 465                                          | 276                                          |
| 2021                                         | 47                                           | 66                                           | 335                                          | 284                                          |

## História
Frechas foi vila e sede de concelho até ao início do século XIX. O pequeno concelho tinha uma freguesia e, em 1801, contava com 533 habitantes.
Frechas, freguesia do Município de Mirandela, no Distrito de Bragança, localiza-se num outeiro, nas margens do Rio Tua.
Devido às boas condições climatéricas e à exploração do solo, o povoamento de Frechas reporta-se à pré-história, facto comprovado pelos vestígios arqueológicos existentes. Assim, por esta freguesia passaram povos de origens diversas, nomeadamente os Celtas, os Romanos, os Suevos, os Visigodos e os Árabes.
Esta freguesia está situada na margem direita do Tua, distando 11 quilómetros da sede do Município. É constituída pelos lugares de Frechas, Cachão e Vale da Sancha. A nível demográfico é a terceira maior freguesia do Município.
Frechas, a sede da freguesia, é uma povoação muito antiga, relativamente pitoresca, assente num moderno outeiro, entre a via férrea e o rio. A via férrea referida é a Linha do Tua que é aqui servida por uma estação da C. P. Neste ponto a linha transpõe a curva de nível dos 200 metros. Cruza-se uma pequena ribeira pela ponte de Frechas e passa-se sob a estrada nacional n.º 213 por um curto túnel. Avista-se então o belo pico granítico da Senhora da Assunção, tendo ao lado direito o formoso cone do Monte do Faro. A paisagem amplia-se; torna-se mais bela e calmante. Segue-se demoradamente ao longo do rio, pacífico e amplo. Ao cabo de um bom estirão, a linha afasta-se da estrada, junto do apeadeiro das Latadas, ainda dentro da freguesia, e inflecte para a esquerda entre macios pendores revestidos de vinha e olival.
Frechas foi vila e sede de concelho com foral dado por D. Manuel I em “a nossa muy Nobre e sempre Leal cidade de Lisboa aos X dias de março de quinhentos e treze”, conforme cópia textual feita pelo Padre Ernesto Sales do original existente no Arquivo Histórico de Bragança. Crê-se que terá havido um foral anterior, dado, em data desconhecida, a Lourenço Soares por D. Dinis. Os foros, rendas ou tributos que a esta extinta vila teriam sido impostos no primitivo foral de Lourenço Soares desconhecem-se, como por completo se desconhece o teor desse diploma cuja realidade nos é afirmada pelo foral de D. Manuel. Julga-se, porém, que os tributos constantes deste último serão a continuação e equivalência dos antigos, talvez mesmo beneficiados, como parece depreender-se do facto de nele ter substituído o foro de oitava pelo de novena. O concelho de Frechas perdurou até 1836, passando então para o de Mirandela. Conserva-se ainda, como memória dos seus antigos foros, o esbelto pelourinho.

## Características
O pelourinho é todo de granito e formado por uma coluna octogonal assente numa base de cinco degraus. O fuste da coluna é ornamentado com florões. O capitel ostenta uma cruz de braços iguais donde parte um ferro curto com uma argola na extremidade. Sobre esta cruz ergue-se um corpo onde estão gravados o escudo nacional, uma figura feminina e as armas da Casa dos Sampaios.
Os edifícios civis desta freguesia apresentam, de uma maneira geral, as características arquitectónicas tradicionais da região. Sobressaem no entanto algumas casas solarengas, das quais se destaca uma, brasonada, com capela lateral e a data de 1768. Uma das construções apalaçadas, a Casa dos Araújos, depois de reconstruída e aumentada, é hoje um polo de aproveitamento de Turismo rural. A sua situação na margem esquerda do rio Tua proporciona uma magnífica vista panorâmica sobre aquele rio, os olivais e os pomares que se estendem pelas suas margens. Encontra-se aqui um ambiente deveras acolhedor, onde a pureza do ar e as comodidades disponibilizadas fazem desta mansão um local de eleição para passar uns dias calmos e retemperantes em permanente contacto com a natureza.
Em termos de arquitectura religiosa, vêem-se por aqui alguns exemplares de boa feitura e de bons pormenores arquitectónicos. É o caso das diversas capelas da freguesia e, naturalmente da sua Matriz.
Um dos lugares da freguesia, o decantado Cachão, tornou-se muito conhecido depois que o Eng. Camilo de Mendonça aí fundou um importante núcleo industrial designado por União dos Grémios de Lavoura do Nordeste Transmontano. “Cachão, importante complexo agroindustrial, do Nordeste Transmontano, ainda na fase de crescimento”, como anotou no Guia de Portugal (anos 60) o celebrado Sant'Anna Dionísio, confessando que, “no meio da paisagem relativamente adusta e erma, causa uma certa impressão o aparecimento do bloco já bastante volumoso, de alpendres e departamentos transformadores, de carácter acentuadamente cooperativista, onde já hoje trabalham algumas centenas de operários sob a orientação de duas ou três boas dezenas de técnicos, recrutados pelo Eng. Camilo de Mendonça, fundamental promotor deste singular empreendimento. Os pavilhões dispõem-se, em planos sucessivos, na base do monte da Assunção e a dois passos do Tua. Neste local, em via de forte industrialização…”.
E, realmente, o patamar da maturidade industrial foi alcançado; só que, após o 25 de Abril, as crises sucederam-se, os milhares de trabalhadores foram progressivamente sendo confrontados com o espectro do desemprego, o declínio latente transformou-se em projecto totalmente falido, e o importante complexo agroindustrial parou por completo. Hoje, após vicissitudes várias, encontra-se administrado pelas Câmaras de Mirandela e de Vila Flor que, num futuro possível, pretendem restituir-lhe o seu perdido fulgor e o seu estatuto de mola económica desta região.

## Património
- Pelourinho de Frechas
- Igreja de São Miguel
- Capela de São Sebastião
- Capela de Nossa Senhora de Lurdes
- Praia Fluvial de Frechas

## Equipamentos
- Escola 1º Ciclo
- Infantário
- Centro de Dia
- Parques infantis
- Posto público de acesso à internet
- Turismo rural
- Restaurante para festividades

## Povoações
- Cachão
- Frechas
- Vale de Sancha